# Moussa Dao
Pour les articles homonymes, voir Dao.
Moussa Dao, né le 6 mai 1934 et mort le 22 février 2000, est un judoka ivoirien.

## Carrière
Moussa Dao est médaillé d'or dans la catégorie des poids lourds aux Jeux africains de 1965 à Brazzaville. Il est ensuite président de la Fédération ivoirienne de judo de 1972 à 1974.